# 加賀田京子
加賀田 京子（かがた きょうこ、1967年10月15日-）は、フランス料理のシェフ。千葉県千葉市出身。千葉県立千葉女子高等学校、女子栄養大学栄養学部実践栄養学科卒業。株式会社ロイヤルパークホテル退社後、現在、bistroあおい食堂オーナー。

## 出演
- 料理の鉄人 - 番組初となる女性挑戦者として出演。中華の達人である陳建一に勝利した。
- ゆうどきネットワーク
- L4YOU!
- キッチンが走る!
- ガチガセ
- 職人の麺工房

## 書籍
- 『ママ料理人の簡単おうちごはん』（2011年、光文社）
- 『かんたんスイーツ教室』（2007年、扶桑社）